# Палермо (провинция)
Палермо (на италиански: Provincia di Palermo) е провинция в Италия, в региона Сицилия.
Площта ѝ е 4992 км², а населението — около 1 250 000 души (2007). Провинцията включва 82 общини, административен център е град Палермо.

## Административно деление
Провинцията се състои от 82 общини:
- Палермо
- Алимена
- Алиминуза
- Алия
- Алтавила Милича
- Алтофонте
- Багерия
- Балестрате
- Баучина
- Белмонте Медзаньо
- Бизакуино
- Блуфи
- Болониета
- Бомпиетро
- Борджето
- Валедолмо
- Вентимиля ди Сичилия
- Викари
- Вилабате
- Вилафрати
- Ганджи
- Годрано
- Гратери
- Джардинело
- Джерачи Сикуло
- Джулиана
- Изнело
- Изола деле Фемине
- Какамо
- Калтавутуро
- Кампофеличе ди Рочела
- Кампофеличе ди Фиталия
- Кампофиорито
- Кампореале
- Капачи
- Карини
- Кастелана Сикула
- Кастелбуоно
- Кастелдача
- Кастроново ди Сичилия
- Киуза Склафани
- Колезано
- Контеса Ентелина
- Корлеоне
- Ласкари
- Леркара Фриди
- Маринео
- Медзоюзо
- Мизилмери
- Монреале
- Монтелепре
- Монтемаджоре Белсито
- Палацо Адриано
- Палермо
- Партинико
- Петралия Сопрана
- Петралия Сотана
- Пиана дели Албанези
- Полина
- Полици Дженероза
- Прици
- Рокамена
- Рокапалумба
- Сан Джузепе Ято
- Сан Мауро Кастелверде
- Сан Чипирело
- Санта Кристина Джела
- Санта Флавия
- Склафани Бани
- Теразини
- Термини Имерезе
- Торета
- Трабия
- Трапето
- Устика
- Фикараци
- Черда
- Чефала Диана
- Чефалу
- Чимина
- Чинизи
- Шара
- Шилато